# 初狩駅
初狩駅（はつかりえき）は、山梨県大月市初狩町下初狩にある、東日本旅客鉄道（JR東日本）・日本貨物鉄道（JR貨物）中央本線の駅である。駅番号はCO 33。

## 歴史
- 1908年（明治41年）7月9日：国有鉄道の初狩信号所として開設[2]。
- 1910年（明治43年）2月10日：駅に昇格し、初狩駅として開業[3]。一般駅。
- 1951年（昭和26年）10月：現在の駅舎に改築。
- 1968年（昭和43年）10月1日：複線化に伴い、旅客ホームを本線上に移転。
- 1970年（昭和45年）10月1日：荷物の取り扱いを廃止[4]。
- 1972年（昭和47年）4月1日：専用線発着を除く貨物の取り扱いを廃止[4]。
- 1984年（昭和59年）5月26日：駅員無配置駅となる[5]。
- 1987年（昭和62年）4月1日：国鉄分割民営化により、JR東日本・JR貨物の駅となる[4][6]。
- 1996年（平成8年）3月16日：専用線発着の車扱貨物の取り扱いを廃止。
- 2004年（平成16年）10月16日：ICカード「Suica」の利用が可能となる[7]。東京近郊区間に編入される[7]。
- 2015年（平成27年）4月1日：再び無人化。

## 駅構造
島式ホーム1面2線を有する地上駅である。スイッチバック構造を持ち、構内の大月寄りで本線から分岐した着発線と側線が駅舎の脇、笹子方面（旧ホーム跡）へ伸びている。
駅舎は1951年（昭和26年）に竣工した木造建築。駅事務室の一部のみが2階建てになっている。駅舎の内部には駅事務室と待合所がある。自動改札機は未設置で簡易Suica改札機1組が設置されている。無人化直前は大月駅管理のJR東日本ステーションサービスによる業務委託駅であった。工事列車発着時に大月駅からJR東日本の社員が派遣され、信号取扱業務や入換業務を行っている。
ホームは駅舎などより少し高い位置にあるため、ホームから駅舎へ向かうには、まずホーム中ほどから階段を下り、その後地下通路を通る。すると側線が残された場所に出るのでそこから構内踏切（旧ホーム跡）を通って到達できる。
かつての中央本線にはこの付近だけでも笹子駅や勝沼ぶどう郷駅（旧・勝沼駅）など多数のスイッチバック構造を有する駅が存在したが、当駅のスイッチバック構造は当駅発着の工事列車・貨物列車および近くの甲州砕石大月営業所へと延びる専用線（バラスト）が発着するために必要な設備として残されているに過ぎない。また、当駅の側線脇には保線基地があり、ここへJR東日本東京レールセンター（越中島貨物駅接続）からの工事資材用のレールの到着がある。
現在では当駅からのJR東日本の砕石（バラスト）輸送列車は廃止され、レール輸送列車の着駅となっているが、既にJR貨物の貨物列車の発着はなく、また、工事列車自体の編成も短いことから、スイッチバック施設も大部分が遊休化しており、末端部の引き上げ線付近が道路拡張によって一部撤去されている。本線と第1折り返し・第2折り返し・上り1番線を結ぶ線路には車止めと列車停止標識が設置され、関係信号機も使用停止措置(カバー設置)が執られており、設備は存在するもののスイッチバックの機能は停止している。
なお、同様に砕石輸送がある水郡線西金駅・吾妻線小野上駅とは違い、JR貨物の駅の登録が残っている。
かつては当駅に停まる旅客列車もスイッチバックを行っていたが、1968年（昭和43年）の複線化の際、勾配のある本線上に新しくホームが設けられ、スイッチバックは行われなくなった。
カーブの途中に駅が位置する関係で、電車とホームの間が広く開く（特に1番線）。

### のりば
| 番線 | 路線     | 方向 | 行先                   |
| ---- | -------- | ---- | ---------------------- |
| 1    | 中央本線 | 上り | 大月・八王子・新宿方面 |
| 2    | 中央本線 | 下り | 甲府・上諏訪・松本方面 |

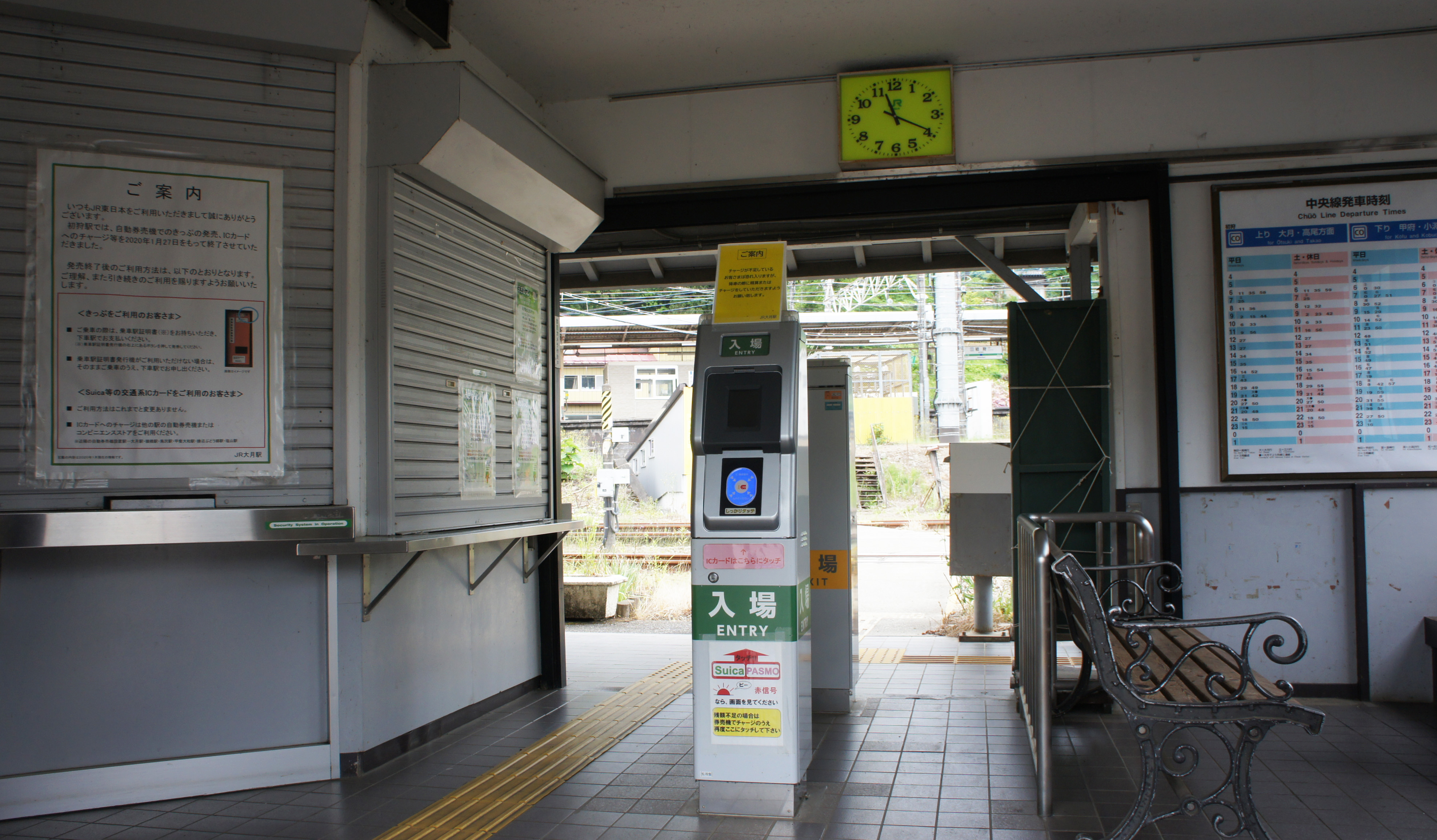
改札口（2021年5月）
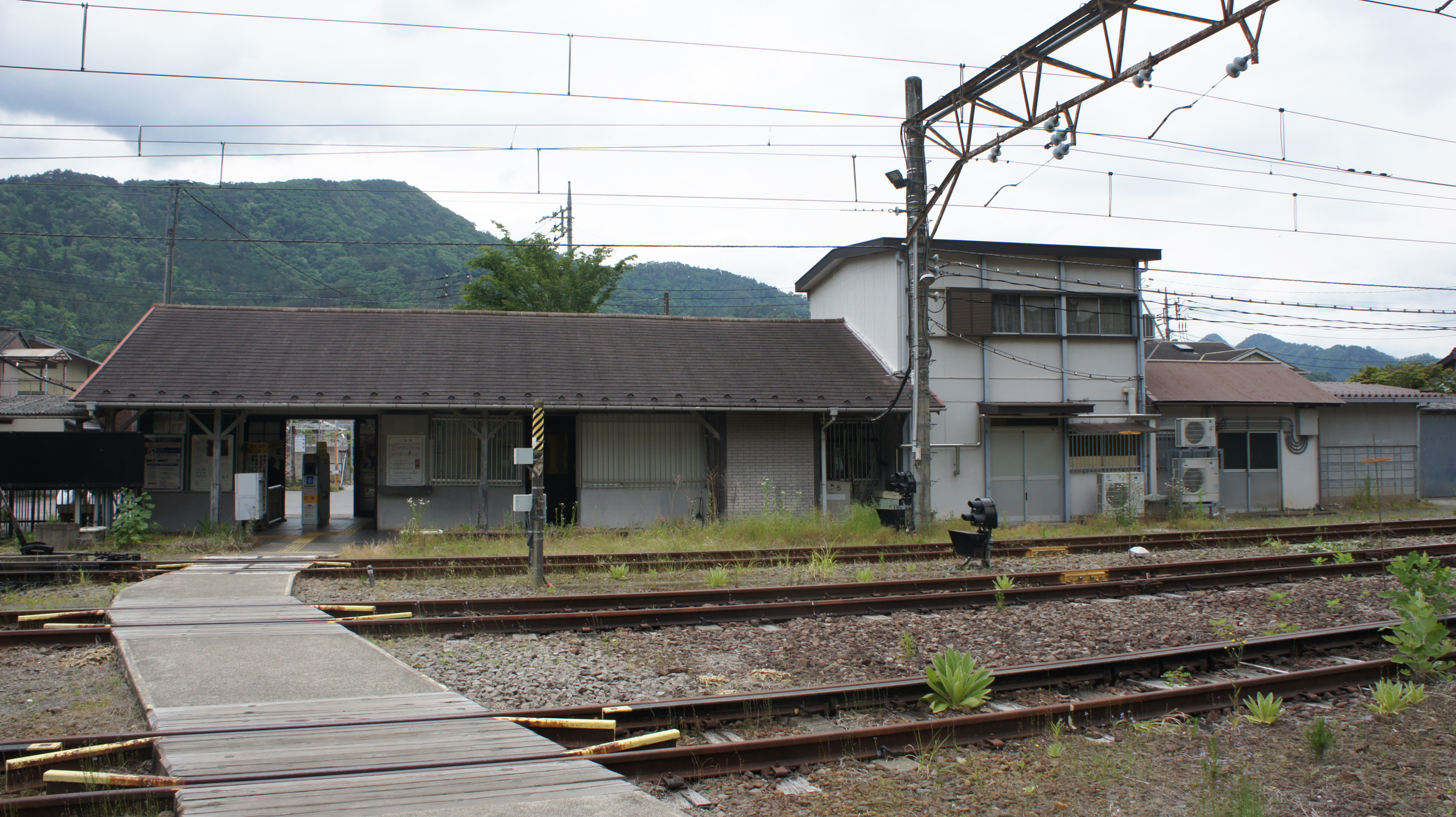
地下通路出口から駅舎を見る（2021年5月）
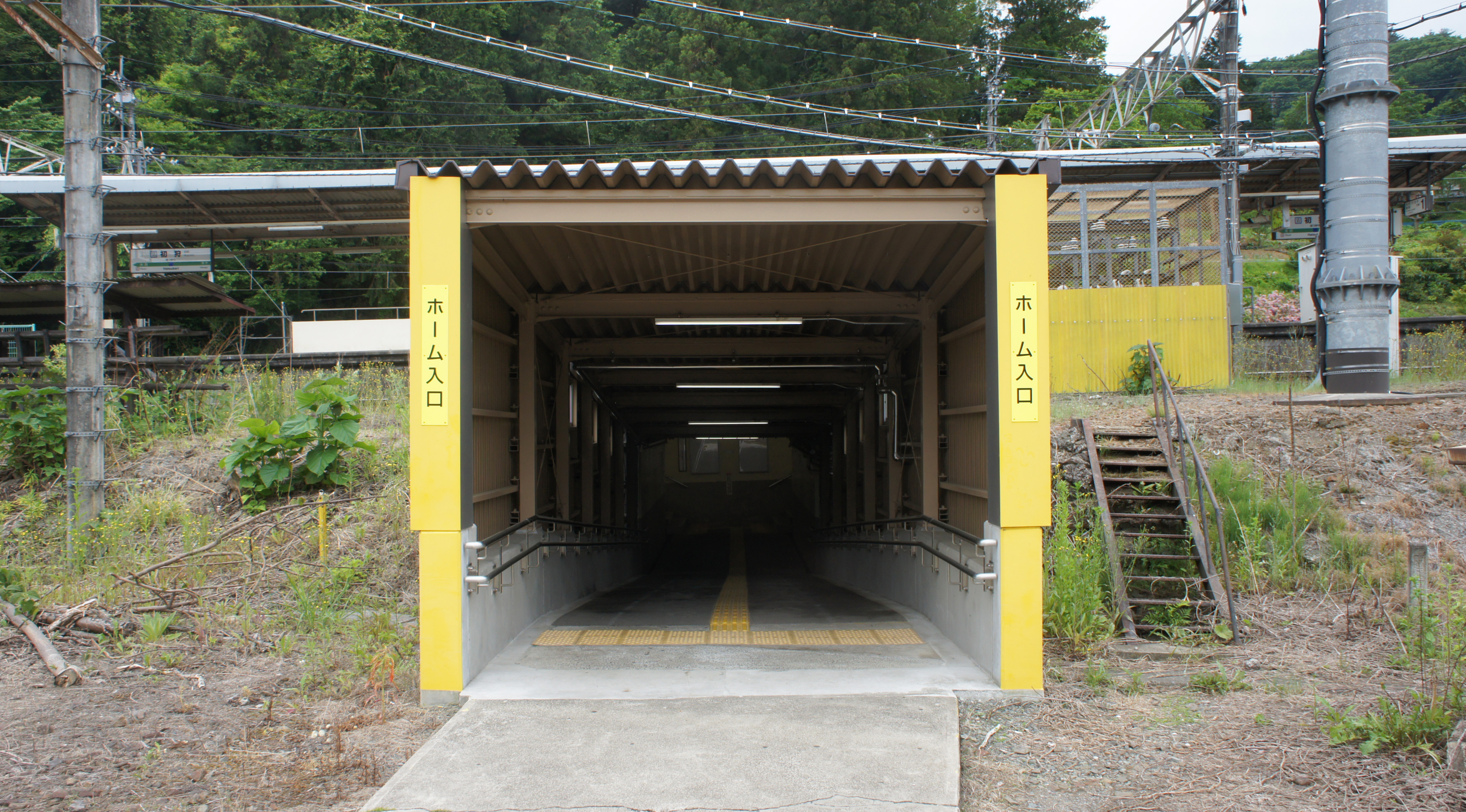
地下通路外観（2021年5月）
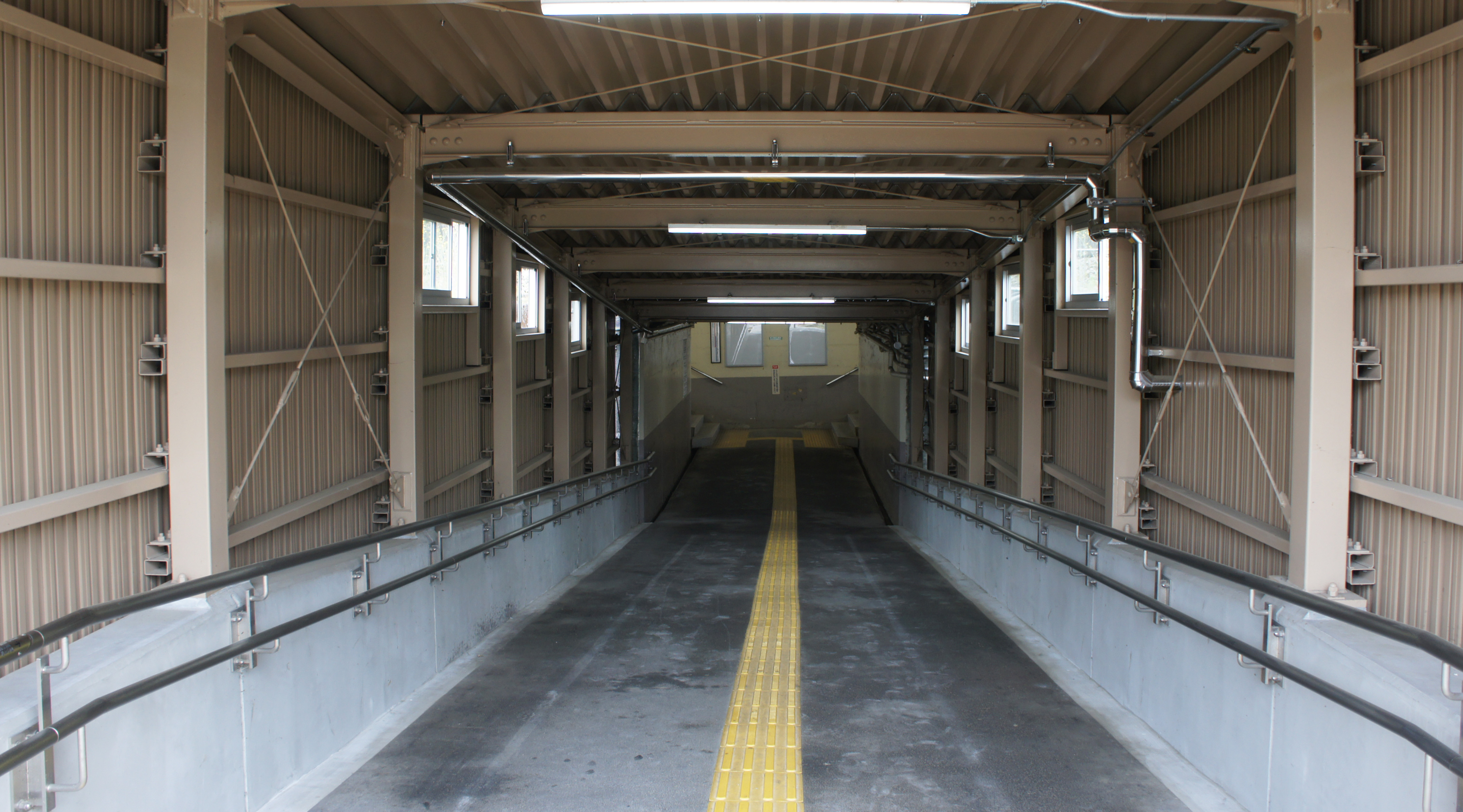
地下通路内（2021年5月）
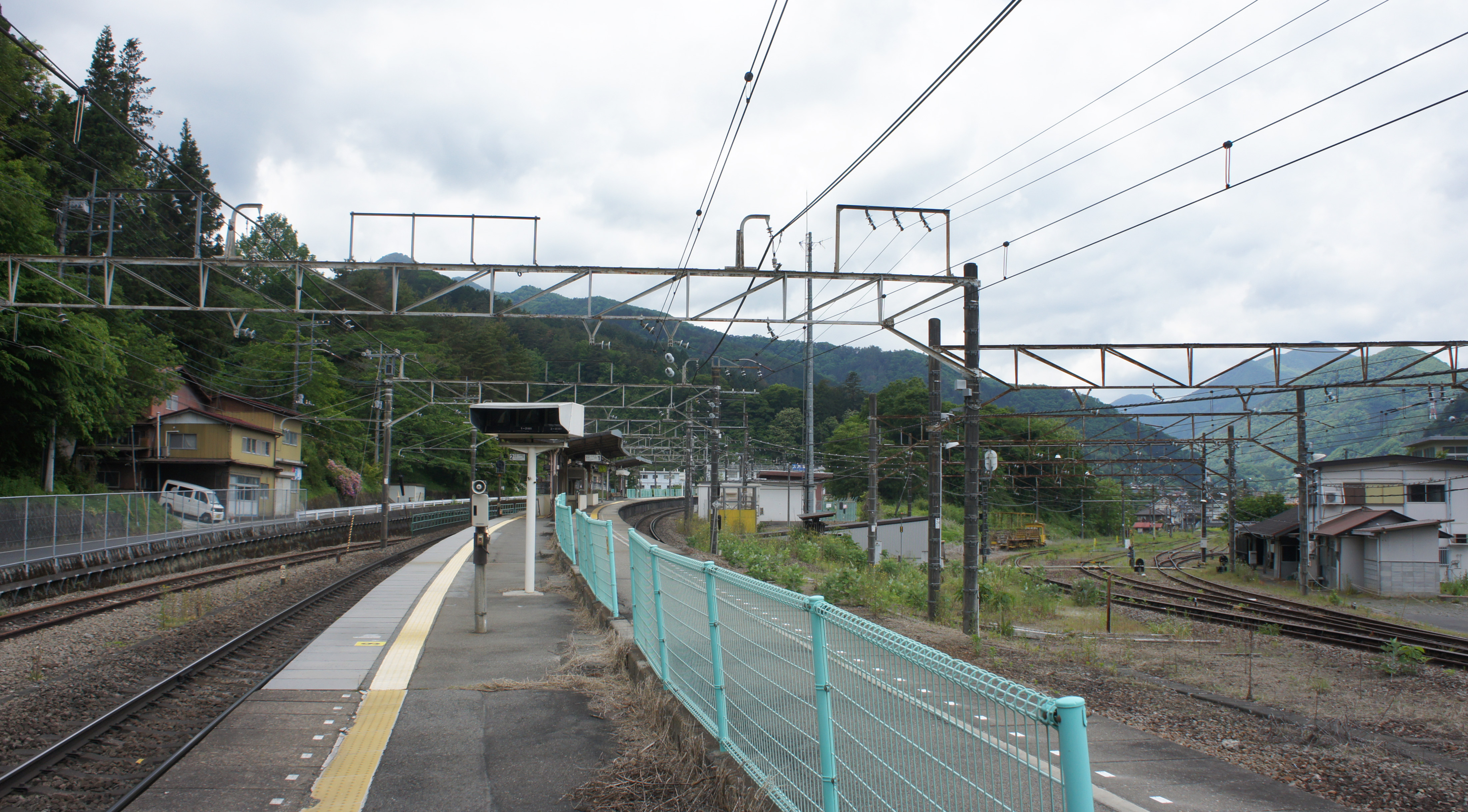
構内。左から2番線、1番線でその次に貨物用に残された線路があり一番右にあるのが駅舎。奥が笹子方面、手前が大月方面である（2021年5月）
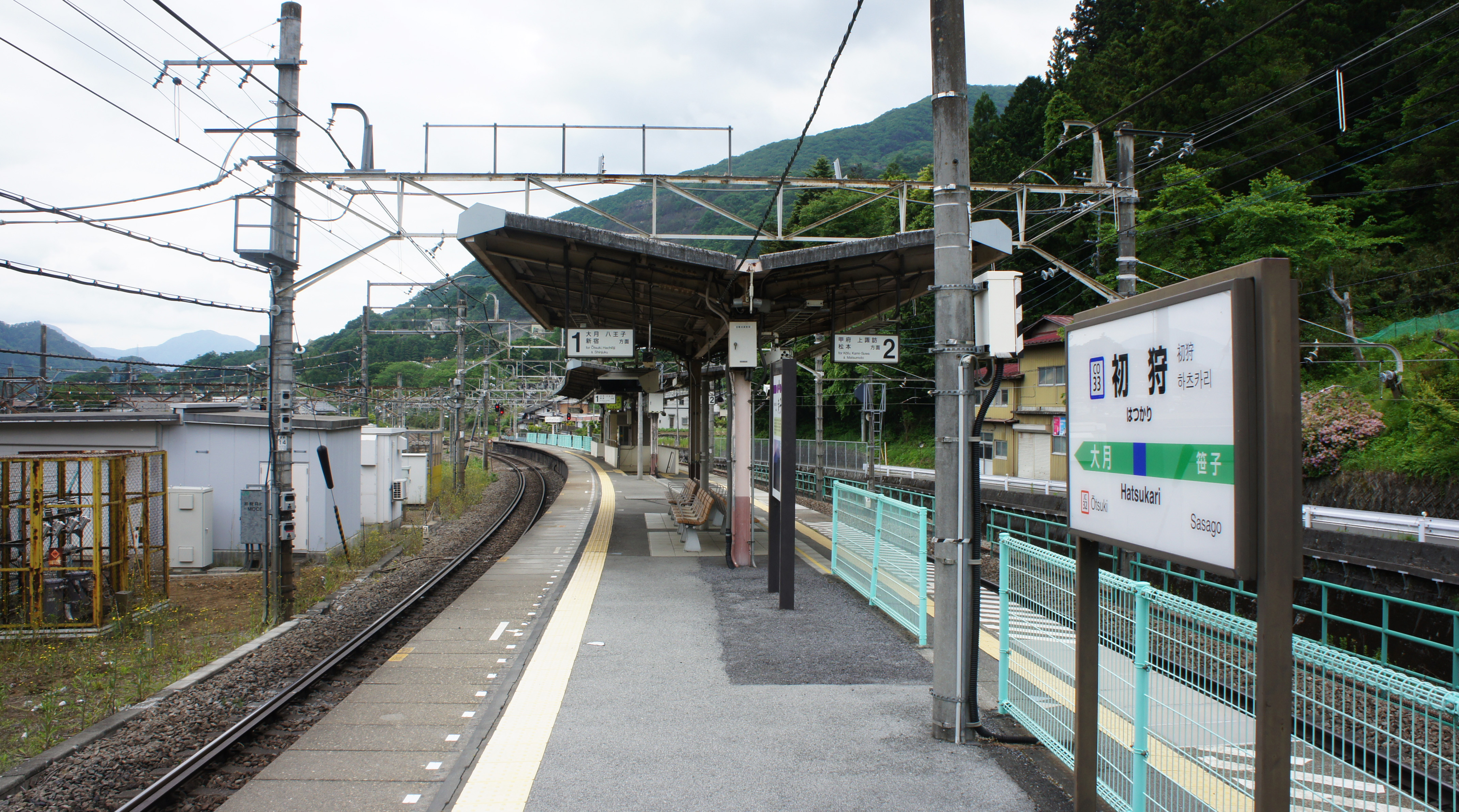
ホーム（2021年5月）
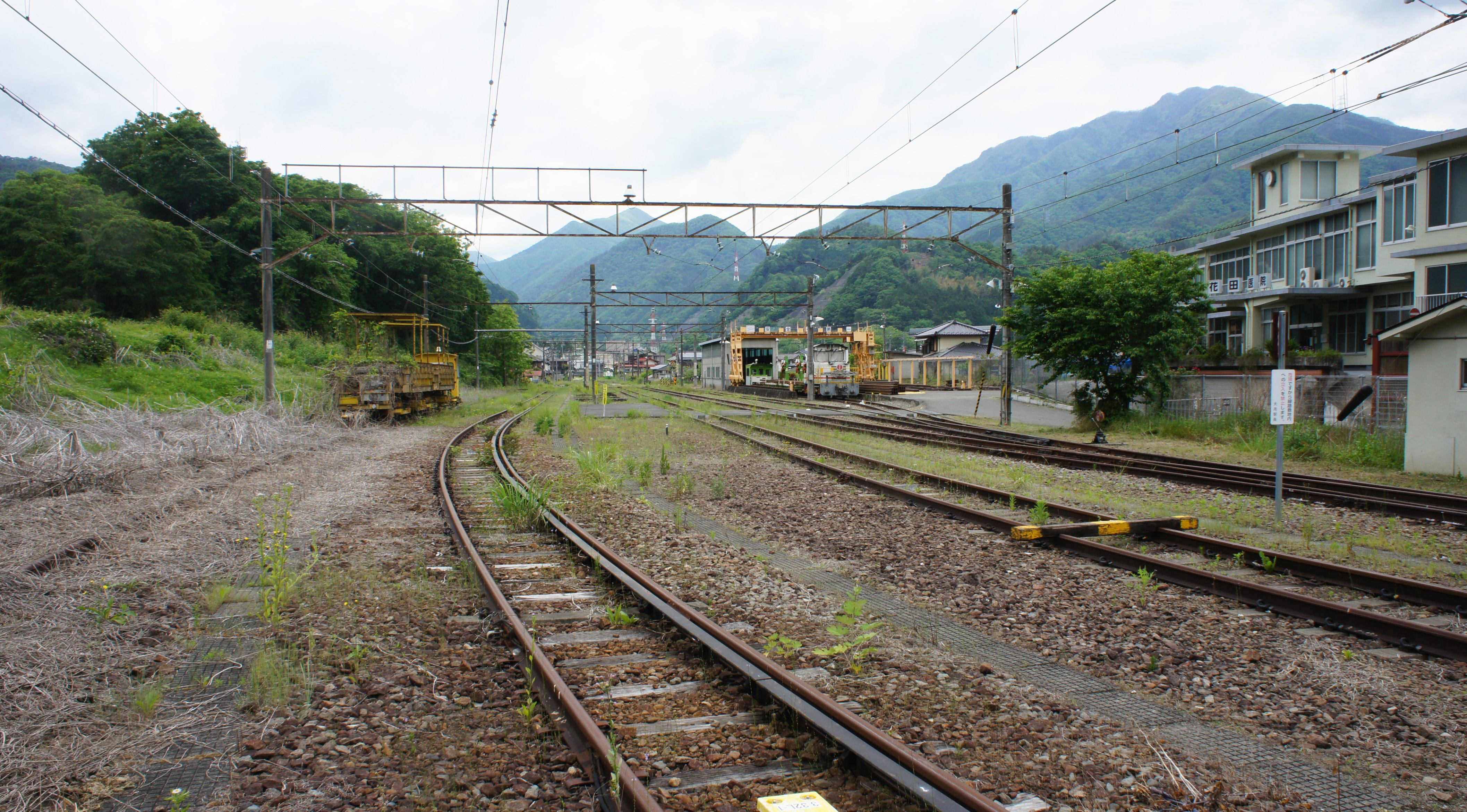
スイッチバック（2021年5月）
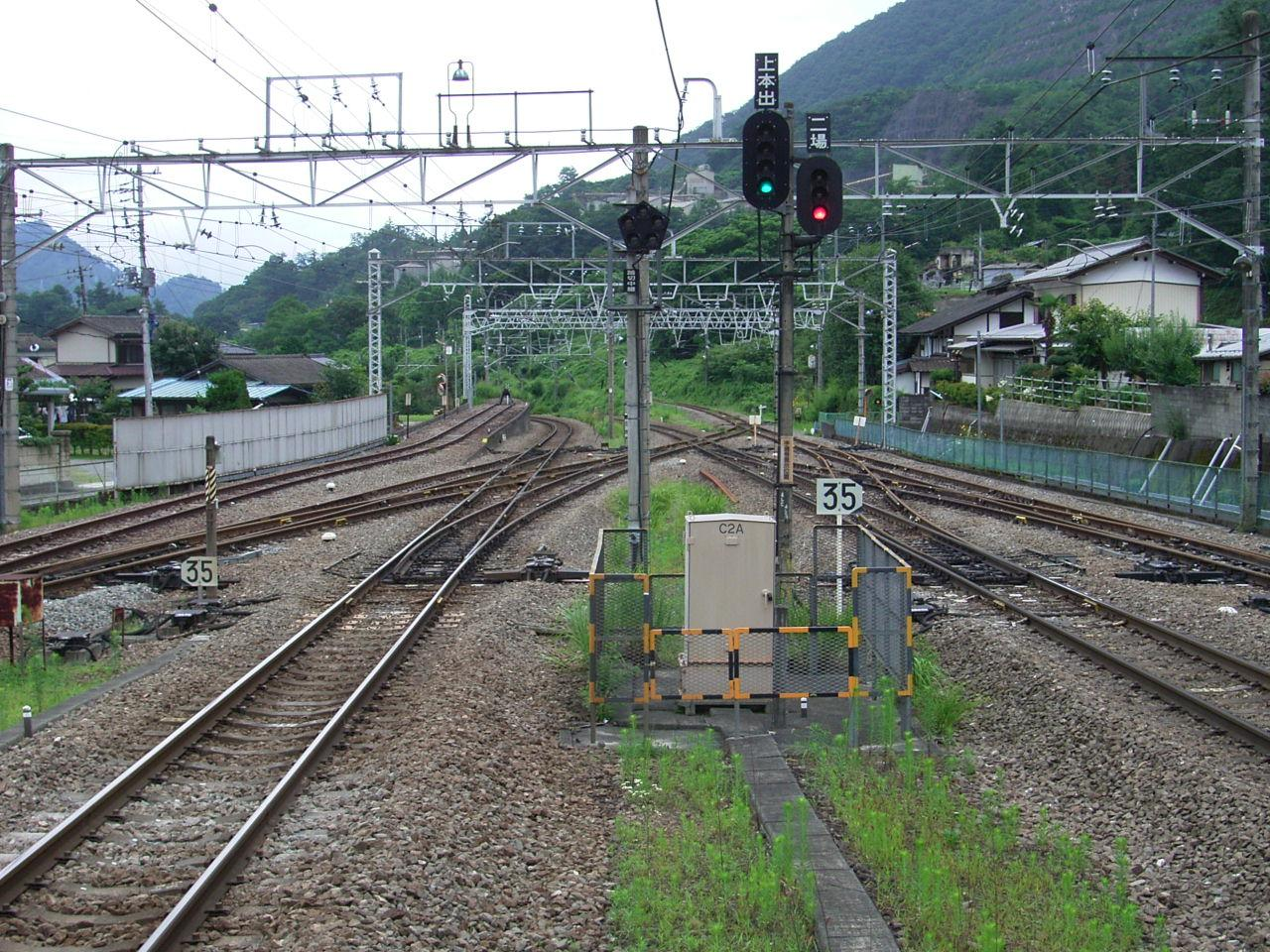
大月駅側のホーム端より大月方面を見る。一番右が折り返し線（2006年7月）

## 利用状況
JR東日本によると、2000年度（平成12年度）- 2012年度（平成24年度）の1日平均乗車人員の推移は以下のとおりであった。
| 1日平均乗車人員推移 | 1日平均乗車人員推移 | 1日平均乗車人員推移 | 1日平均乗車人員推移 | 1日平均乗車人員推移 |
| 年度                | 定期外              | 定期                | 合計                | 出典                |
| ------------------- | ------------------- | ------------------- | ------------------- | ------------------- |
| 2000年（平成12年）  |                     |                     | 505                 | [ 利用客数 1 ]      |
| 2001年（平成13年）  |                     |                     | 486                 | [ 利用客数 2 ]      |
| 2002年（平成14年）  |                     |                     | 478                 | [ 利用客数 3 ]      |
| 2003年（平成15年）  |                     |                     | 469                 | [ 利用客数 4 ]      |
| 2004年（平成16年）  |                     |                     | 461                 | [ 利用客数 5 ]      |
| 2005年（平成17年）  |                     |                     | 440                 | [ 利用客数 6 ]      |
| 2006年（平成18年）  |                     |                     | 411                 | [ 利用客数 7 ]      |
| 2007年（平成19年）  |                     |                     | 422                 | [ 利用客数 8 ]      |
| 2008年（平成20年）  |                     |                     | 429                 | [ 利用客数 9 ]      |
| 2009年（平成21年）  |                     |                     | 398                 | [ 利用客数 10 ]     |
| 2010年（平成22年）  |                     |                     | 391                 | [ 利用客数 11 ]     |
| 2011年（平成23年）  |                     |                     | 380                 | [ 利用客数 12 ]     |
| 2012年（平成24年）  | 107                 | 285                 | 393                 | [ 利用客数 13 ]     |

## 駅周辺

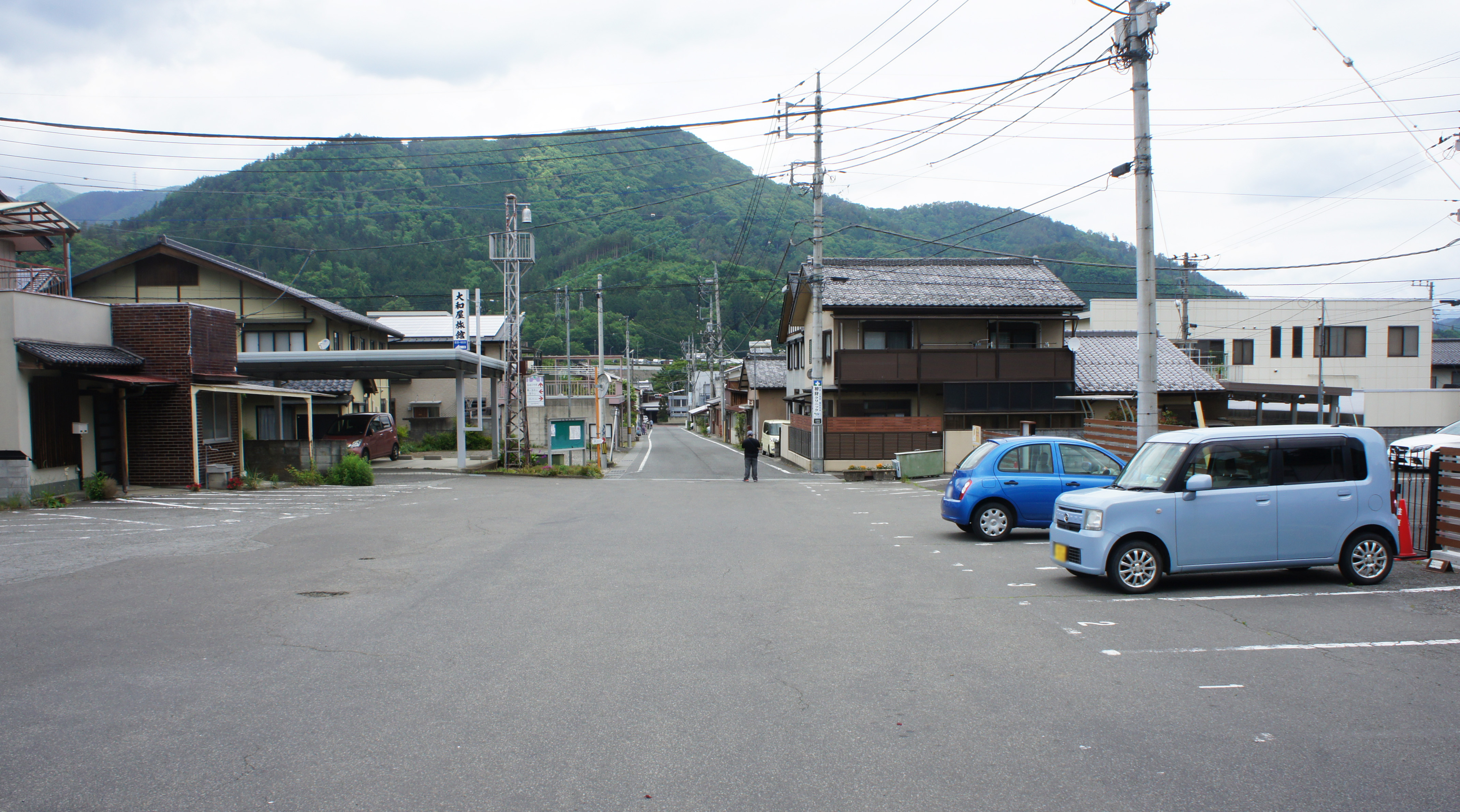
駅前広場（2021年5月）

駅の南側をリニア山梨実験線（中央新幹線）が通過しており、南西にはシェルターに覆われた高架橋がある。
- 大月市役所初狩出張所
- 初狩郵便局
- 大月市立大月第一中学校
- 大月市立初狩小学校
- 甲州砕石
- 笹子川
- 山梨県道503号初狩停車場線
- 国道20号（甲州街道）
- 滝子山
- 高川山
- 富士急バス「初狩駅前」停留所

## 隣の駅
東日本旅客鉄道（JR東日本）
 中央本線
大月駅 (JC 32) - 初狩駅 (CO 33) - 笹子駅 (CO 34)

### 記事本文
1. 1 2  『中央本線 初狩～小淵沢駅間へ「駅ナンバリング」を拡大しました』（PDF）（プレスリリース）東日本旅客鉄道八王子支社、2020年3月23日。オリジナルの2020年3月23日時点におけるアーカイブ。2020年3月23日閲覧。
2. 1 2 3 4 5 6  『週刊 JR全駅・全車両基地』 46号 甲府駅・奥多摩駅・勝沼ぶどう郷駅ほか79駅、朝日新聞出版〈週刊朝日百科〉、2013年7月7日、20頁。
3. ↑  「鉄道院告示第4号」『官報』1910年2月4日（国立国会図書館デジタルコレクション）
4. 1 2 3  石野哲 編『停車場変遷大事典 国鉄・JR編 Ⅱ』JTB、1998年、181頁。ISBN 978-4-533-02980-6。
5. ↑  「「通報」●中央本線初狩駅ほか2駅の駅員無配置について（旅客局）」『鉄道公報』日本国有鉄道総裁室文書課、1984年5月25日、2面。
6. ↑  曽根悟（監修）（著）、朝日新聞出版分冊百科編集部（編集）（編）「中央本線」『週刊 歴史でめぐる鉄道全路線 国鉄・JR』第5号、朝日新聞出版、2009年8月9日、27頁。
7. 1 2  『首都圏でSuicaをご利用いただけるエリアが広がります』（PDF）（プレスリリース）東日本旅客鉄道、2004年8月23日。オリジナルの2019年7月9日時点におけるアーカイブ。2020年3月25日閲覧。
8. 1 2  “JR東日本：駅構内図・バリアフリー情報（初狩駅）”.   東日本旅客鉄道. 2025年6月12日閲覧。

### 利用状況
1. ↑  “各駅の乗車人員（2000年度）”.   東日本旅客鉄道. 2019年4月21日閲覧。
2. ↑  “各駅の乗車人員（2001年度）”.   東日本旅客鉄道. 2019年4月21日閲覧。
3. ↑  “各駅の乗車人員（2002年度）”.   東日本旅客鉄道. 2019年4月21日閲覧。
4. ↑  “各駅の乗車人員（2003年度）”.   東日本旅客鉄道. 2019年4月21日閲覧。
5. ↑  “各駅の乗車人員（2004年度）”.   東日本旅客鉄道. 2019年4月21日閲覧。
6. ↑  “各駅の乗車人員（2005年度）”.   東日本旅客鉄道. 2019年4月21日閲覧。
7. ↑  “各駅の乗車人員（2006年度）”.   東日本旅客鉄道. 2019年4月21日閲覧。
8. ↑  “各駅の乗車人員（2007年度）”.   東日本旅客鉄道. 2019年4月21日閲覧。
9. ↑  “各駅の乗車人員（2008年度）”.   東日本旅客鉄道. 2019年4月21日閲覧。
10. ↑  “各駅の乗車人員（2009年度）”.   東日本旅客鉄道. 2019年4月21日閲覧。
11. ↑  “各駅の乗車人員（2010年度）”.   東日本旅客鉄道. 2019年4月21日閲覧。
12. ↑  “各駅の乗車人員（2011年度）”.   東日本旅客鉄道. 2019年4月21日閲覧。
13. ↑  “各駅の乗車人員（2012年度）”.   東日本旅客鉄道. 2019年4月21日閲覧。